# Mihailo Roćenović
Mihailo Roćenović (* 28. März 2007) ist ein montenegrinischer Leichtathlet, der im Sprint und im Mittelstreckenlauf an den Start geht.

## Sportliche Laufbahn
Erste Erfahrungen bei internationalen Wettkämpfen sammelte Mihailo Roćenović im Jahr 2025, als er bei der 3. Liga der Team-Europameisterschaft in Maribor in 47,74 s Erster im B-Lauf über 400 Meter wurde und über 800 Meter mit 1:56,98 min auf den dritten Platz im B-Lauf gelangte. Zudem belegte er mit der 4-mal-100-Meter-Staffel in 42,07 s den vierten Platz im B-Lauf und wurde mit der Mixed-Staffel über 4-mal 400 Meter in 3:36,63 min Zweiter im B-Lauf. Anschließend gewann er bei den U20-Balkan-Meisterschaften in Craiova in 47,59 s die Bronzemedaille im 400-Meter-Lauf, ehe er bei den U20-Europameisterschaften in Tampere mit 48,09 s im Semifinale ausschied.
2024 wurde Roćenović montenegrinischer Meister im 400- und im 800-Meter-Lauf sowie 2025 über 100, 200 und 400 Meter.

## Persönliche Bestleistungen
- 100 Meter: 10,91 s (+0,7 m/s), 19. Juli 2025 in Bar
- 200 Meter: 21,77 s (−0,3 m/s), 20. Juli 2025 in Bar
- 400 Meter: 47,40 s, 7. August 2025 in Tampere (montenegrinischer U20-Rekord)
- 800 Meter: 1:56,98 min, 25. Juni 2025 in Maribor